# Lamrija
Lamrija (franska: Lamrija (CR), Lamrija (Commune Rurale), arabiska: بني دركول) är en kommun i Marocko.   Den ligger i provinsen Guercif och regionen Oriental, i den nordöstra delen av landet, 300 km öster om huvudstaden Rabat. Antalet invånare är 13 801.